# Justicia gardineri
Justicia gardineri är en akantusväxtart som beskrevs av William Bertram Turrill. Justicia gardineri ingår i släktet Justicia och familjen akantusväxter. Inga underarter finns listade i Catalogue of Life.